# Araneum
Araneum is een geslacht uit de familie Cionidae en de orde Phlebobranchia uit de klasse der zakpijpen (Ascidiacea).

## Soorten
- Araneum pedunculatum Monniot C. & Monniot F., 1991
- Araneum sigma Monniot C. & Monniot F., 1973